# Panamerikanische Spiele 2011/Leichtathletik – 110 m Hürden der Männer

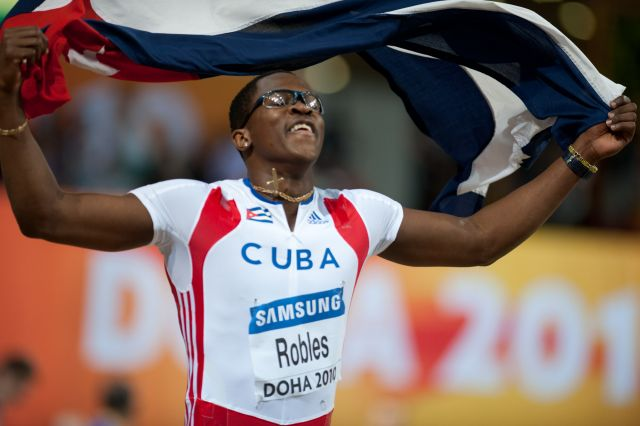
Der Sieger Dayron Robles (2010)

Der 110-Meter-Hürdenlauf der Frauen Männer bei den Panamerikanischen Spielen 2011 fand am 27. und 28. Oktober 2011 im Telmex Athletics Stadium in Guadalajara statt.
14 Athleten aus zwölf Ländern nahmen an dem Wettbewerb teil. Die Goldmedaille gewann Dayron Robles nach 13,10 s, was auch ein neuer Rekord der Panamerikanischen Spiele war. Silber ging an Paulo Villar mit 13,27 s und die Bronzemedaille sicherte sich Orlando Ortega mit 13,30 s.

## Rekorde
Vor dem Wettbewerb galten folgende Rekorde:
| Weltrekord        | Dayron Robles | 12,87 s | Golden Spike, Ostrava, Tschechien           | 12. Juni 2008 |
| Rekord der Spiele | Anier García  | 13,17 s | Panamerikanische Spiele in Winnipeg, Kanada | 30. Juli 1999 |

## Vorläufe
Aus den zwei Vorläufen qualifizierten sich die jeweils drei Ersten jedes Laufes – hellblau unterlegt – und zusätzlich die zwei Zeitschnellsten – hellgrün unterlegt – für das Finale.

### Lauf 1
27. Oktober 2011, 14:00 Uhr

Wind: +0,6 m/s
| Platz | Bahn | Athlet           | Land                    | Zeit (s) |
| ----- | ---- | ---------------- | ----------------------- | -------- |
| 1     | 8    | Orlando Ortega   | Kuba                    | 13,33    |
| 2     | 6    | Paulo Villar     | Kolumbien               | 13,39    |
| 3     | 1    | Jeffrey Porter   | Vereinigte Staaten      | 13,47    |
| 4     | 4    | Enrique Llanos   | Puerto Rico             | 13,70    |
| 5     | 2    | Carlos Jorge     | Dominikanische Republik | 13,80    |
| 6     | 5    | Eric Keddo       | Jamaika                 | 13,83    |
| 7     | 3    | Jhon Tamayo      | Ecuador                 | 14,22    |
| 8     | 7    | Javier McFarlane | Peru                    | 14,30    |

### Lauf 2
27. Oktober 2011, 14:07 Uhr

Wind: +1,8 m/s
| Platz | Bahn | Athlet                  | Land               | Zeit (s) |
| ----- | ---- | ----------------------- | ------------------ | -------- |
| 1     | 4    | Dayron Robles           | Kuba               | 13,22    |
| 2     | 8    | Dominic Berger          | Vereinigte Staaten | 13,62    |
| 3     | 7    | Matheus Facho Inocêncio | Brasilien          | 13,67    |
| 4     | 6    | Hector Cotto            | Puerto Rico        | 13,69    |
| 5     | 5    | Jorge McFarlane         | Peru               | 13,72    |
| 6     | 3    | Ronald Bennett          | Honduras           | 13,81    |
| 7     | 2    | Jeffrey Julmis          | Haiti              | 13,87    |
| 8     | 1    | Renan Palma             | El Salvador        | 14,19    |

## Finale
28. Oktober 2011, 15:45 Uhr

Wind: +1,6 m/s
| Platz | Bahn | Athlet                  | Land               | Zeit (s) |
| ----- | ---- | ----------------------- | ------------------ | -------- |
|       | 4    | Dayron Robles           | Kuba               | 13,10 PR |
|       | 5    | Paulo Villar            | Kolumbien          | 13,27 PB |
|       | 6    | Orlando Ortega          | Kuba               | 13,30    |
| 4     | 8    | Jeffrey Porter          | Vereinigte Staaten | 13,45    |
| 5     | 1    | Hector Cotto            | Puerto Rico        | 13,49 PB |
| 6     | 2    | Enrique Llanos          | Puerto Rico        | 13,52 PB |
| 7     | 3    | Dominic Berger          | Vereinigte Staaten | 13,65    |
| 8     | 7    | Matheus Facho Inocêncio | Brasilien          | 13,76    |